# Rosalba Carriera
Rosalba Carriera (Venecija, 1673. – Venecija, 15. travnja 1757.) bila je talijanska slikarica.

## Životopis
Rosalba Carriera rođena je u Veneciji 1673. godine, i postat će najstarija od tri sestre, s tim da je njena prva sestra rođena 1675. imala isto ime kao i ona, ali je bila poznata kao Giovanna. Njezina početna profesionalna likovna nastojanja sastojala su se od slikanja minijatura, najčešće na burmutice. U nekom trenutku prije 1700. upoznala se s pastelima i oni će postati njezin primarni medij. Mnogi ugledni posjetitelji njezinog rodnog grada naručivali su joj izradu portreta, i ubrzo je stekla cijenjenu reputaciju. Naznaka ovog postignuća može se vidjeti u tome što je 1705. postala članica Accademia di San Luca u Rimu.
Godine 1720. otišla je u posjet Parizu s majkom i sestrama, a pratio ih je i umjetnik Giovanni Antonio Pellegrini (1675. – 1741.), suprug njezine najmlađe sestre. Tijekom svog vremena tamo bila je zaposlena izradom brojnih portreta, uključujući sliku desetogodišnjeg budućeg kralja Luja XV. Posjećivalo ju je i nekoliko umjetnika, među kojima i Antoine Watteau, čiji je portret naslikala.
Poslije je još nekoliko puta putovala iz Venecije, a najznačajniji je bio odlazak u Beč 1730. godine. Tamo je zaposlena na dvoru cara Svetog Rimskog Carstva Karla VI., a carica, koju je također naslikala, postala je njezina učenica.
Nakon što je njezina sestra Giovanna umrla 1737. manje je radila, a nekoliko godina kasnije uopće nije mogla raditi jer je izgubila vid. Prije njezine smrti 1757. godine, posjetitelji Dresdena već su bili oduševljeni mogućnošću da vide više od 100 njezinih pastelnih radova koji su bili izloženi u kući izbornog kneza Saske, Fridrika Augusta II (1696. – 1763.).